# Familia Polaniecki
Familia Polaniecki este un roman din 1894 scris de Henryk Sienkiewicz.